# Thomas Siegmund
Thomas Siegmund (* 16. November 1964) ist ein ehemaliger deutscher Fußballspieler und heutiger Trainer. Für die Stuttgarter Kickers und den SC Freiburg lief er in der 2. Bundesliga auf.

## Sportlicher Werdegang
Der aus der Jugend der SpVgg Renningen stammende Siegmund begann seine Profi-Karriere 1984 bei den Stuttgarter Kickers. Sein erstes Zweitligaspiel bestritt er am 27. Oktober 1984 beim 1:0 im Heimspiel der Kickers gegen den 1. FC Saarbrücken. Hauptsächlich lief er jedoch für die von Martin Hägele betreute, in der viertklassigen Verbandsliga Württemberg antretende Amateurmannschaft des Klubs auf, mit der er an der Seite von Spielern wie Andreas Kleinhansl, Ulrich Böpple, Frank Sandrisser und Jörg Bergen den sechsten Tabellenplatz erreichte.
1985 wechselte Siegmund in die Oberliga Baden-Württemberg, wo er sich der ambitionierten SpVgg 07 Ludwigsburg anschloss. Dort wurde er mit 18 Saisontreffern Dritter der Torschützenliste, seinem Verein verhalf er somit zum fünften Tabellenplatz. Damit hatte er erneut höherklassige auf sich aufmerksam gemacht und wechselte zum badischen Zweitligisten SC Freiburg. Unter Trainer Jörg Berger setzte er sich jedoch nicht dauerhaft durch, nach nur einer Spielzeit kehrte er nach Ludwigsburg zurück. Mit acht Saisontoren war er bei den Barockstädtern wieder vereinsintern bester Torschütze, der Klub verpasste jedoch am Ende der  Spielzeit 1987/88 den Klassenerhalt.
Siegmund kehrte zunächst zur SpVgg Renningen zurück, für die er in der Verbandsliga Württemberg auf Torejagd ging. Das tat er derart erfolgreich – in der Saison 1990/91 wurde er mit in 30 Spielen 23 erzielten Toren zum Torschützenkönig der Verbandsliga Württemberg –, dass er 1991 erneut in die Oberliga Baden-Württemberg wechselte. Gemeinsam mit Klaus Perfetto bildete er das Offensivduo der Spatzen, die am Ende der Spielzeit 1991/92 als Vizemeister hinter dem SSV Reutlingen 05 die Aufstiegsrunde zur 2. Bundesliga verpassten. Damit qualifizierte sich die Mannschaft für die Deutsche Amateurmeisterschaft 1992, bei der sie als wiederum Tabellenzweiter hinter der SpVgg Bad Homburg die Finalteilnahme verpasste.
Anschließend kehrte Siegmund für eine Halbserie wieder zur SpvGG Renningen zurück und stand dann ab Dezember 1992 beim von Harry Griesbeck trainierten Ligakonkurrenten VfR Pforzheim unter Vertrag, mit dem er in seiner Debütsaison lediglich aufgrund der besseren Tordifferenz gegenüber dem punktgleichen SV 98 Schwetzingen den Klassenerhalt schaffte. Nach einem Trainerwechsel zu Michael Künast rückte er ins zweite Glied. Der Klub wurde zwar Tabellenfünfter, verpasste aber die Qualifikation für die neu eingeführte Regionalliga. Anschließend wechselte er zum TSV Schwieberdingen, wo er auch als Spielertrainer tätig war und die Mannschaft in die Landesliga Württemberg führte.
In der Folgezeit war Siegmund unter anderem bei der Spvgg 07 Ludwigsburg in der Oberliga Baden-Württemberg tätig, wo er zunächst als Trainerassistent und parallel Jugendtrainer wirkte. Aus beruflichen Gründen zog es ihn 2013 in die Nähe von Rosenheim, wo er anschließend verschiedene Klubs in Oberbayern als Trainer betreute.